# توصيل الأدوية بالجسيمات النانوية
أنظمة توصيل الأدوية بالجسيمات النانوية هي تقنيات مهندسة تستخدم الجسيمات النانوية للتوصيل المستهدف والإفراز المتحكم فيه للعوامل العلاجية. يجب أن يقلل الشكل الحديث لنظام توصيل الدواء من الآثار الجانبية ويقلل من الجرعة وتكرارها. يركز توصيل الأدوية بالجسيمات النانوية على زيادة فعالية الدواء وتقليل السمية الخلوية. في الآونة الأخيرة، أثارت الجسيمات النانوية الاهتمام نظرًا لتطبيقاتها المحتملة لتوصيل الدواء بشكل فعال.
تظهر المواد النانوية خصائص كيميائية وفيزيائية أو تأثيرات بيولوجية مختلفة مقارنة بنظيراتها واسعة النطاق والتي يمكن أن تكون مفيدة لأنظمة توصيل الأدوية. بعض المزايا المهمة للجسيمات النانوية هي نسبة مساحة السطح إلى الحجم العالية، وقابلية الضبط الكيميائي والهندسي، وقدرتها على التفاعل مع الجزيئات الحيوية لتسهيل الامتصاص عبر غشاء الخلية. تحتوي مساحة السطح الكبيرة أيضًا على انجذاب كبير للأدوية والجزيئات الصغيرة، مثل الروابط أو الأجسام المضادة، لأغراض الاستهداف والإطلاق المتحكم فيه.
تشير الجسيمات النانوية إلى عائلة كبيرة من المواد العضوية وغير العضوية. تتمتع كل مادة بخصائص قابلة للضبط بشكل فريد، وبالتالي يمكن تصميمها بشكل انتقائي لتطبيقات محددة. على الرغم من المزايا العديدة للجسيمات النانوية، إلا أن هناك أيضًا العديد من التحديات، بما في ذلك على سبيل المثال لا الحصر: السمية النانوية، والتوزيع الحيوي والتراكم، وإزالة الجسيمات النانوية بواسطة جسم الإنسان.
أصدر المعهد الوطني للتصوير الطبي الحيوي والهندسة الحيوية الآفاق التالية للبحث المستقبلي في أنظمة توصيل الأدوية بالجسيمات النانوية:
1. عبور حاجز الدم في الدماغ (BBB) في أمراض واضطرابات الدماغ.
2. تعزيز التوصيل المستهدف داخل الخلايا لضمان وصول العلاجات إلى الهياكل الصحيحة داخل الخلايا.
3. الجمع بين التشخيص والعلاج.[2]

إن تطوير أنظمة دوائية جديدة يستغرق وقتًا طويلاً؛ يستغرق الأمر ما يقرب من سبع سنوات لإكمال البحث والتطوير الأساسي قبل التقدم إلى الدراسات الحيوانية قبل السريرية.